# Thelia
Thelia là một chi rêu trong họ Theliaceae.